# Сен-Фрион
Сен-Фрио́н (фр. Saint-Frion) — коммуна во Франции, находится в регионе Лимузен. Департамент коммуны — Крёз. Входит в состав кантона Фельтен. Округ коммуны — Обюссон.
Код INSEE коммуны — 23196.

## Население
Население коммуны на 2010 год составляло 211 человек.
| 1962 | 1968 | 1975 | 1982 | 1990 | 1999 | 2010 |
| ---- | ---- | ---- | ---- | ---- | ---- | ---- |
| 272  | 238  | 225  | 191  | 180  | 177  | 211  |

## Экономика
В 2010 году среди 123 человек трудоспособного возраста (15—64 лет) 89 были экономически активными, 34 — неактивными (показатель активности — 72,4 %, в 1999 году было 75,7 %). Из 89 активных жителей работали 82 человека (44 мужчины и 38 женщин), безработных было 7 (3 мужчин и 4 женщины). Среди 34 неактивных 10 человек были учениками или студентами, 14 — пенсионерами, 10 были неактивными по другим причинам.